# Ultimele zile ale lui Hitler

Ultimele zile ale lui Hitler (germană Der Untergang) este o coproducție germano-italiano-austriacă din 2004 regizată de Oliver Hirschbiegel, în care se prezintă ultimele douăsprezece zile din viața lui Adolf Hitler în buncărul din Berlin și a Germaniei Naziste din 1945.
Scenariul a fost scris de Bernd Eichinger care s-a bazat pe cărțile Inside Hitler's Bunker (română În buncărul lui Hitler), de istoricul Joachim Fest; Until the Final Hour (română Până în ultimul ceas), memoriile lui Traudl Junge, una din secretarele lui Hitler (la care a colaborat cu Melissa Müller); memoriile lui Albert Speer, Inside the Third Reich; Hitler's Last Days: An Eye–Witness Account, de Gerhardt Boldt; Das Notlazarett Unter Der Reichskanzlei: Ein Arzt Erlebt Hitlers Ende in Berlin de doctorul Ernst-Günther Schenck și memoriile lui Siegfried Knappe, Soldat: Reflecțiile unui soldat german, 1936–1949. A fost nominalizat la Premiul Oscar pentru cel mai bun film străin.

## Distribuție

### NSDAP
- Bruno Ganz - Adolf Hitler
- Alexandra Maria Lara - Traudl Junge
- Ulrich Matthes - Reichsleiter Joseph Goebbels
- Corinna Harfouch - Magda Goebbels
- Juliane Köhler - Eva Braun
- Birgit Minichmayr - Gerda Christian
- Donevan Gunia - Peter Kranz
- Karl Kranzkowski - Wilhelm Kranz
- Ulrike Krumbiegel - Dorothee Kranz
- Michael Brandner - Hans Fritzsche
- Anna Thalbach - Hanna Reitsch
- Bettina Redlich - Constanze Manziarly
- Elizaveta Boyarskaya - Erna Flegel
- Oliver Stritzel - Johannes Hentschel
- Heino Ferch - Albert Speer

### Wehrmacht
- Christian Redl - Generaloberst Alfred Jodl
- Rolf Kanies - General der Infanterie Hans Krebs, Chief of the Army General Staff
- Michael Mendl - General der Artillerie Helmuth Weidling
- Dietrich Hollinderbäumer - Generalfeldmarschall Robert Ritter von Greim
- Dieter Mann - Generalfeldmarschall Wilhelm Keitel
- Justus von Dohnányi - General der Infanterie Wilhelm Burgdorf
- Hans H. Steinberg - General der Flieger Karl Koller
- Klaus B. Wolf - Kriegsmarine Korvettenkapitän Alwin-Broder Albrecht
- Devid Striesow - Feldwebel Fritz Tornow
- Mathias Gnädinger - Reichsmarschall Hermann Göring, Luftwaffe commander-in-chief

### Schutzstaffel(SS)
- Ulrich Noethen - Reichsleiter and  Reichsführer-SS Heinrich Himmler
- Thomas Thieme - Reichsleiter and SS-Obergruppenführer Martin Bormann
- Christian Hoening - SS-Obergruppenführer Ernst-Robert Grawitz
- Thomas Kretschmann - SS-Gruppenführer and Generalleutnant Waffen-SS Hermann Fegelein
- Alexander Held - SS-Brigadeführer Walther Hewel
- André Hennicke - SS-Brigadeführer Wilhelm Mohnke
- Matthias Habich - SS-Obersturmbannführer Prof. Dr. Werner Haase
- Thomas Limpinsel - SS-Obersturmbannführer Heinz Linge
- Thorsten Krohn - SS-Obersturmbannführer Dr. Ludwig Stumpfegger
- Jürgen Tonkel - SS-Obersturmbannführer Erich Kempka
- Igor Romanov - SS-Obersturmbannführer Peter Högl
- Igor Bubenchikov - SS-Obersturmbannführer Franz Schädle
- Christian Berkel - SS-Obersturmbannführer Dr. Ernst-Günther Schenck
- Fabian Busch - SS-Obersturmbannführer Stehr
- Götz Otto - SS-Sturmbannführer Otto Günsche
- Heinrich Schmieder - SS-Oberscharführer Rochus Misch

## Parodii
Scena în care Hitler se enervează atunci când realizează că războiul e pierdut a devenit un fenomen pe internet. Vocea lui Ganz este păstrată dar se adaugă subtitrări cu un alt înțeles, care se referă în general la reacția sa în legătură cu politica, sportul sau viața de zi cu zi din prezent. Altă scenă folosită este cea când îi ordonă lui Otto Günsche să-l găsească pe Hermann Fegelein.
În 2010 erau mii de parodii, inclusiv una în care Hitler este revoltat pentru că oamenii continuă să facă parodii după filmul Downfall.